# 33. Arany Málna-gála
A 33. Arany Málna-gálán (Razzies) – egyfajta ellen-Oscar-díjként – az amerikai filmipar 2012. évi legrosszabb filmjeit, illetve azok alkotóit díjazták tíz kategóriában. A „győztesek” kihirdetésére a tavalyi évtől eltérően, nem a bolondok napján, hanem – visszatérve a „hagyományokhoz” – a 85. Oscar-gála előtti napon, 2013. február 23-án került sor a Santa Monica-i Magicopolisban. Az értékelésben – egy kategória kivételével – az USA 47 államában és 19 külföldi országban élő 657 filmrajongó, kritikus, újságíró és filmes szakember G.R.A.F.-tag  vett részt. 
A díjra történt jelöléseket 2013. január 8-án hozták nyilvánosságra. A legrosszabb remake, koppintás vagy folytatás kategória jelöltjeit a nagyközönség választotta ki a Rotten Tomatoes szervezésében. A „győztes” filmre végül 70 000 szavazat érkezett.
A 2012-es egyesült államokbeli filmtermésből a legtöbb jelölést az Alkonyat-filmsorozat zárófejezete, az Alkonyat: Hajnalhasadás – 2. rész kapta: 10 kategóriában 11 díjra jelölték, ugyanis a legrosszabb páros kategóriában a Robert Pattinson–Kristen Stewart, valamint a Mackenzie Foy–Taylor Lautner szereplőpáros is jelölve lett. Az év legrosszabbjai között tartották számon Adam Sandler Apa ég! című vígjátékát (8 jelölés), valamint a Hasbro játékgyártó cég társasjátéka alapján írt Csatahajót (7 jelölés).
A díjak „elnyerésében” a papírforma érvényesült: az Alkonyat – Hajnalhasadás II. rész 7 spray-vel festett szobrocskát kapott, a legjelentősebb kategóriában, az Apa ég! kettőt, a Csatahajó pedig egyet. A legrosszabb férfi főszereplő Adam Sandler (Apa ég!), a legrosszabb női főszereplő Kristen Stewart (Alkonyat – Hajnalhasadás II. rész), a legrosszabb férfi mellékszereplő ugyanebből a filmből Taylor Lautner, a legrosszabb női viszont Rihanna lett (Csatahajó).

## Díjazottak és jelöltek
| „Győztes” |

| Kategória                                                  | „Győztesek” és jelöltek |
| ---------------------------------------------------------- | --- |
| Legrosszabb film                                           | Alkonyat: Hajnalhasadás – 2. rész, producer: Wyck Godfrey, Karen Rosenfelt és Stephenie Meyer (Summit Entertainment)                                          |
| Legrosszabb film                                           | Apa ég!, producer: Adam Sandler, Allen Covert, Jack Giarraputo és Heather Parry (Columbia Pictures)                                                           |
| Legrosszabb film                                           | Csatahajó, producer: Peter Berg, Brian Goldner, Duncan Henderson, Bennett Schneir és Scott Stuber (Universal Pictures)                                        |
| Legrosszabb film                                           | Ezer szó, producer: Alain Chabat, Stephanie Danan, Nicolas Cage, Norman Golightly, Brian Robbins és Sharla Sumpter Bridgett (Paramount Pictures / DreamWorks) |
| Legrosszabb film                                           | The Oogieloves in the Big Balloon Adventure, producer: Kenn Viselman és Gayle Dickie (Kenn Viselman Presents)                                                 |
| Legrosszabb előzményfilm, remake, koppintás vagy folytatás | Alkonyat: Hajnalhasadás – 2. rész, producer: Wyck Godfrey, Karen Rosenfelt és Stephenie Meyer (Summit Entertainment)                                          |
| Legrosszabb előzményfilm, remake, koppintás vagy folytatás | A szellemlovas – A bosszú ereje, producer: Steven Paul, Ashok Amritraj, Michael De Luca és Avi Arad (Columbia Pictures)                                       |
| Legrosszabb előzményfilm, remake, koppintás vagy folytatás | Madea néni, avagy a tanú védtelen, producer: Tyler Perry, Ozzie Areu és Paul Hall (Lions Gate Entertainment)                                                  |
| Legrosszabb előzményfilm, remake, koppintás vagy folytatás | Piranha 3DD, producer: Mark Canton, Marc Toberoff és Joel Soisson (Dimension Films)                                                                           |
| Legrosszabb előzményfilm, remake, koppintás vagy folytatás | Vörös hajnal, producer: Beau Flynn, Vincent Newman és Tripp Vinson (FilmDistrict)                                                                             |
| Legrosszabb férfi főszereplő                               | Adam Sandler – Apa ég! |
| Legrosszabb férfi főszereplő                               | Nicolas Cage – A szellemlovas – A bosszú ereje és A bosszú jogán                                                                                              |
| Legrosszabb férfi főszereplő                               | Eddie Murphy – Ezer szó |
| Legrosszabb férfi főszereplő                               | Robert Pattinson – Alkonyat: Hajnalhasadás – 2. rész |
| Legrosszabb férfi főszereplő                               | Tyler Perry – Alex Cross és Good Deeds |
| Legrosszabb női főszereplő                                 | Kristen Stewart – Hófehér és a vadász és Alkonyat: Hajnalhasadás – 2. rész                                                                                    |
| Legrosszabb női főszereplő                                 | Katherine Heigl – A szingli fejvadász |
| Legrosszabb női főszereplő                                 | Milla Jovovich – A Kaptár – Megtorlás |
| Legrosszabb női főszereplő                                 | Tyler Perry (mint Madea) – Madea néni, avagy a tanú védtelen                                                                                                  |
| Legrosszabb női főszereplő                                 | Barbra Streisand – Szeka-túra |
| Legrosszabb férfi mellékszereplő                           | Taylor Lautner – Alkonyat: Hajnalhasadás – 2. rész |
| Legrosszabb férfi mellékszereplő                           | David Hasselhoff (önmaga) – Piranha 3DD |
| Legrosszabb férfi mellékszereplő                           | Liam Neeson – Csatahajó és A titánok haragja |
| Legrosszabb férfi mellékszereplő                           | Nick Swardson – Apa ég! |
| Legrosszabb férfi mellékszereplő                           | Vanilla Ice (önmaga) – Apa ég! |
| Legrosszabb női mellékszereplő                             | Rihanna – Csatahajó |
| Legrosszabb női mellékszereplő                             | Jessica Biel – Kispályás szerelem és Az emlékmás |
| Legrosszabb női mellékszereplő                             | Brooklyn Decker – Csatahajó és Várandósok – Az a bizonyos kilenc hónap                                                                                        |
| Legrosszabb női mellékszereplő                             | Ashley Greene – Alkonyat: Hajnalhasadás – 2. rész |
| Legrosszabb női mellékszereplő                             | Jennifer Lopez – Várandósok – Az a bizonyos kilenc hónap |
| Legrosszabb filmes páros                                   | Mackenzie Foy és Taylor Lautner – Alkonyat: Hajnalhasadás – 2. rész                                                                                           |
| Legrosszabb filmes páros                                   | A Jersey Shore bármely két stábtagja – A dilis trió |
| Legrosszabb filmes páros                                   | Robert Pattinson és Kristen Stewart – Alkonyat: Hajnalhasadás – 2. rész                                                                                       |
| Legrosszabb filmes páros                                   | Tyler Perry és női álruhás énje – Madea néni, avagy a tanú védtelen                                                                                           |
| Legrosszabb filmes páros                                   | Adam Sandler és Leighton Meester, Andy Samberg, vagy Susan Sarandon – Apa ég!                                                                                 |
| Legrosszabb rendező                                        | Bill Condon – Alkonyat: Hajnalhasadás – 2. rész |
| Legrosszabb rendező                                        | Sean Anders – Apa ég! |
| Legrosszabb rendező                                        | John Putch – Atlasz megremegett 2.: A csapás |
| Legrosszabb rendező                                        | Peter Berg – Csatahajó |
| Legrosszabb rendező                                        | Tyler Perry – Good Deeds és Madea néni, avagy a tanú védtelen                                                                                                 |
| Legrosszabb forgatókönyv                                   | Apa ég!, írta David Caspe, s állítólag átírta Adam Sandler, Tim Herlihy, Robert Smigel, David Wain, és Ken Marino                                             |
| Legrosszabb forgatókönyv                                   | Alkonyat: Hajnalhasadás – 2. rész, írta: Melissa Rosenberg és Stephenie Meyer, Stephenie Meyer regénye alapján                                                |
| Legrosszabb forgatókönyv                                   | Atlasz megremegett 2.: A csapás, írta: Duke Sandefur, Brian Patrick O'Toole, és Duncan Scott, Ayn Rand regénye alapján                                        |
| Legrosszabb forgatókönyv                                   | Csatahajó, írta: Jon és Erich Hoeber, egy Hasbro-társasjáték alapján                                                                                          |
| Legrosszabb forgatókönyv                                   | Ezer szó, írta: Steve Koren |
| Legrosszabb szereplőgárda                                  | Alkonyat: Hajnalhasadás – 2. rész teljes szereplőgárdája |
| Legrosszabb szereplőgárda                                  | Apa ég! teljes szereplőgárdája |
| Legrosszabb szereplőgárda                                  | Csatahajó teljes szereplőgárdája |
| Legrosszabb szereplőgárda                                  | Madea néni, avagy a tanú védtelen teljes szereplőgárdája |
| Legrosszabb szereplőgárda                                  | The Oogieloves in the Big Balloon Adventure teljes szereplőgárdája                                                                                            |

### A kategóriákban előforduló filmek
| Jelölés | Díj | Magyar cím                              | Eredeti cím                                 |
| ------- | --- | --------------------------------------- | ------------------------------------------- |
| 11      | 7   | Alkonyat: Hajnalhasadás – 2. rész       | The Twilight Saga: Breaking Dawn – Part 2   |
| 8       | 2   | Apa ég!                                 | That's My Boy                               |
| 7       | 1   | Csatahajó                               | Battleship                                  |
| 5       | 0   | Madea néni, avagy a tanú védtelen       | Madea's Witness Protection                  |
| 3       | 0   | Ezer szó                                | A Thousand Words                            |
| 2       | 0   | A szellemlovas – A bosszú ereje         | Ghost Rider: Spirit of Vengeance            |
| 2       | 0   | Atlasz megremegett 2.: A csapás         | Atlas Shrugged: Part II                     |
| 2       | 0   | –––                                     | Good Deeds                                  |
| 2       | 0   | Piranha 3DD                             | Piranha 3DD                                 |
| 2       | 0   | –––                                     | The Oogieloves in the Big Balloon Adventure |
| 2       | 0   | Várandósok – Az a bizonyos kilenc hónap | What to Expect When You're Expecting        |
| 1       | 0   | A bosszú jogán                          | Seeking Justice                             |
| 1       | 0   | A dilis trió                            | The Three Stooges                           |
| 1       | 0   | A Kaptár – Megtorlás                    | Resident Evil: Retribution                  |
| 1       | 0   | Alex Cross                              | Alex Cross                                  |
| 1       | 0   | A szingli fejvadász                     | One for the Money                           |
| 1       | 0   | A titánok haragja                       | Wrath of the Titans                         |
| 1       | 0   | Az emlékmás                             | Total Recall                                |
| 1       | 0   | Hófehér és a vadász                     | Snow White and the Huntsman                 |
| 1       | 0   | Kispályás szerelem                      | Playing for Keeps                           |
| 1       | 0   | Szeka-túra                              | The Guilt Trip                              |
| 1       | 0   | Vörös hajnal                            | Red Dawn                                    |